# Cabernet Dorsa

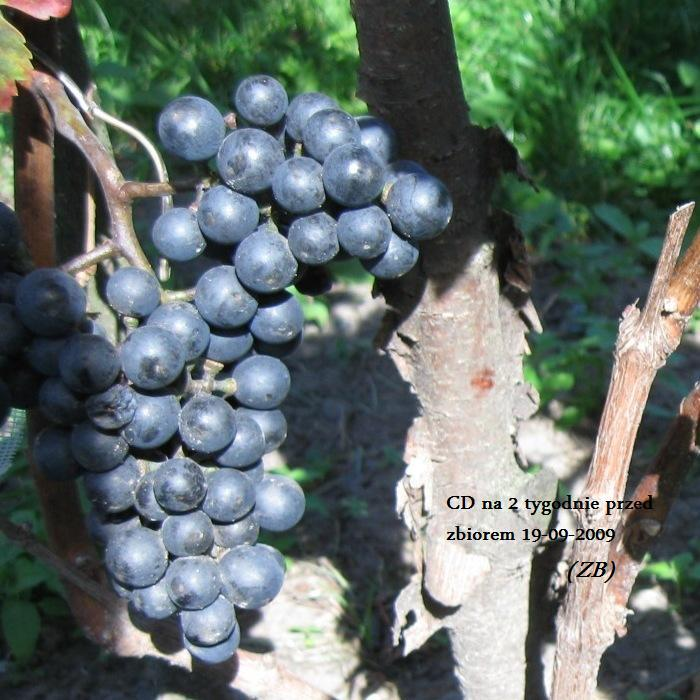
Cabernet Dorsa druif

De Cabernet Dorsa is een Duitse blauwe druivensoort, de succesvolste van de Duitse variëteiten cabernet. Er bestaat slechts één synoniem:  Weinsberg 71-817-92.

## Geschiedenis
In 1971 werd deze druif ontwikkeld in het Staatliche Lehr- und Versuchsanstalt für Wein- und Obstbau Weinsberg in Baden-Württemberg (Duitsland). Het is een kruising tussen de Franse druif Cabernet Sauvignon en de Duitse druif Dornfelder. Het is daarvoor een broer/zus van de Cabernet Dorio.

## Kenmerken
De bloei is vroeg te noemen en dit ras komt op een gemiddeld tijdstip tot volle rijpheid, en dat is rond half september. De druiven zijn klein en hebben een hoog suikergehalte. Het enige waar deze soort gevoelig voor is, is valse meeldauw. De wijn die gemaakt wordt, is vol van smaak met een behoorlijke dosis tannines. Het bouquet is voornamelijk van rood fruit met een aroma van cassis.

## Gebieden
In totaal wordt er 300 hectare in Duitsland mee beplant, voornamelijk in de wijnsteken Rheinhessen, Nahe en de Palts. Ook in Zwitserland komt op 20 hectare deze soort voor.